# Úhorník
Úhorník (Descurainia) je rod brukvovitých rostlin se 40 až 50 druhy z nichž jediný úhorník mnohodílný vyrůstá v České republice. Nejvíce druhů se vyskytuje v Severní a Jižní Americe, méně v Asii, Africe i Austrálii; jediný druh rostoucí v Evropě je považován za celosvětově rozšířený plevel.

## Popis

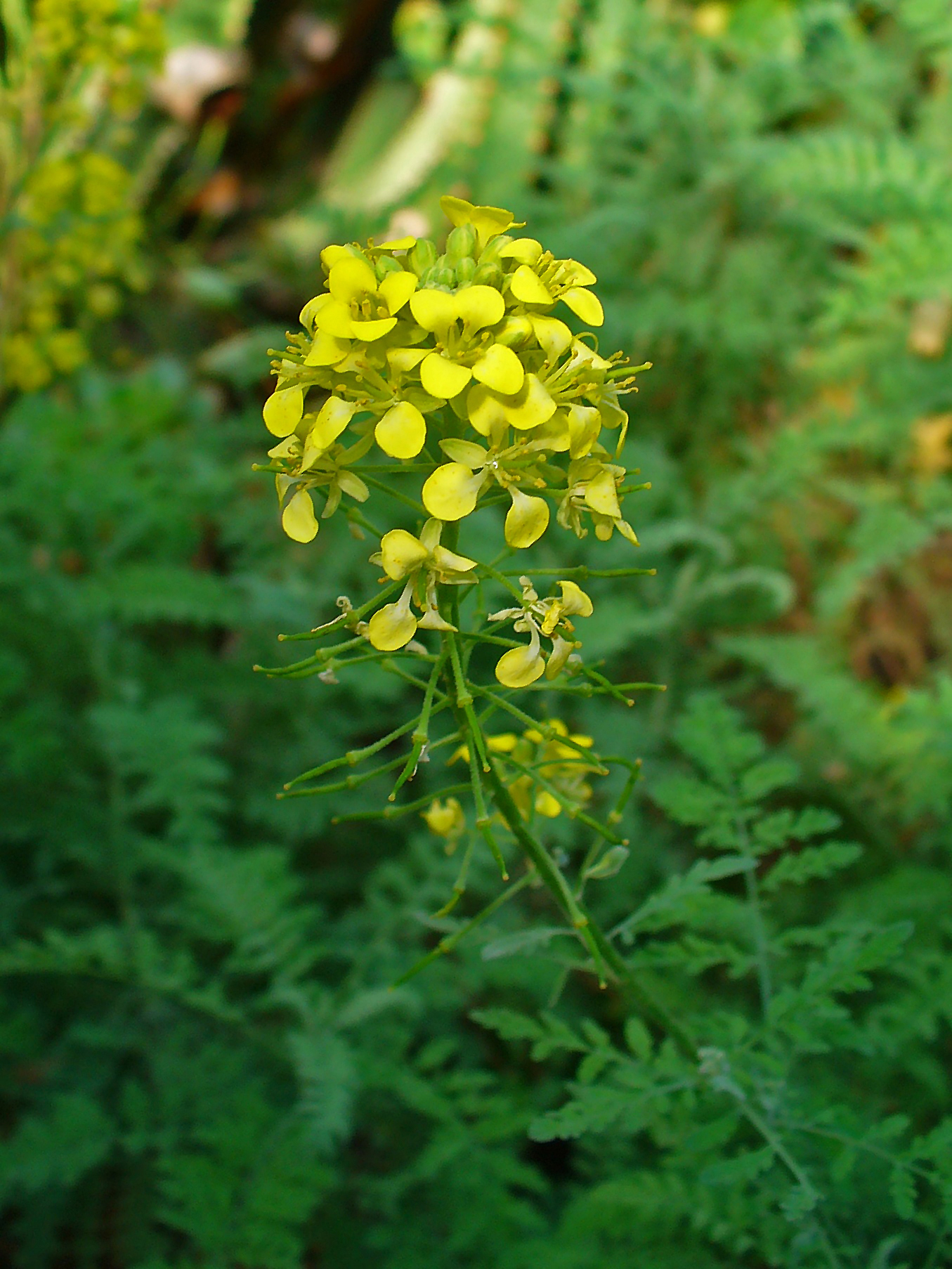
Květenství úhorníku Descurainia bourgaeana

Rostliny tohoto rodu jsou jednoleté, ozimé nebo vytrvalé, zřídka i keře. Mají krátké rozvětvené chlupy které jsou někdy doplněné chlupy žláznatými a jejich listy jsou vícenásobně pérovitě dělené s úzkými úkrojky. Lodyhy jsou vzpřímené a v horní polovině obvykle rozvětvené. V růžici rostoucí přízemní listy s řapíky jsou tvaru vejčitého až obvejčitého, 1 až 3krát zpeřené, při kvetení již obvykle usychají. Lodyžní listy vyrůstající střídavě jsou obvykle přisedlé, ne ale objímavé a tvarově podobné přízemním, avšak menší.
Oboupohlavné květy tvoří hroznovitá květenství nejčastěji bez listenů. Čtyři kopinaté až eliptické, často vztyčené kališní lístky jsou zelené a často mají červenavý nádech. Světložluté, zelenožluté nebo i řídce krémově bílé čtyři korunní lístky s malým nehtíkem a nedělené do laloků mohou být delší i kratší než kališní. Čtyřmocné tyčinky s nerozšířenými nitkami mají podlouhlé až vejčité prašníky, u báze tyčinek jsou splývající nektarové žlázy. V semeníku bývá 5 až 100 vajíček, čnělka je obvykle zakrnělá a blizna hlavičková.
Plody jsou přisedlé nebo na stopkách vyrůstající podlouhlé, pukající šešule nebo šešulky kruhovitého, elipsoidního neb čtyřhranného průřezu bez zobáčku s 1 až 3 podélnými žilkami. Bezkřídlá semena uložená v jedné nebo dvou řadách jsou podlouhlá nebo elipsoidní, osemení je nepatrně síťované a obvykle při navlhčení slizovatí.

## Význam
Jsou to v převážné míře planě rostoucí rostliny které obvykle nebývají hospodářsky využívány. Pouze se občas některých semen používá jako příměsí k výrobě hořčice a listy určitých druhů sloužily k léčbě otevřených, špatně se hojících ran.